# 氏家直昌
氏家直昌（うじいえ なおまさ，生年不詳－天正11年（1583））戰國時代－安土桃山時代武將。西美濃三人眾之一氏家直元長子。別名直通、直重。官位：左京亮。

## 生平
父親死於伊勢長島一向一揆後繼承家督，仕於織田信長在各地轉戰，任美濃大桓城主。
天正元年（1573）一乘谷之戰討死舊主齋藤龍興而立有戰功。之後參加有岡城之戰同樣表現活躍。
天正10年（1582）信長死，直昌和地位漸漸上昇的羽柴秀吉交好。隔年（1583）死去，由弟弟行廣繼承之。

## 親屬
- 氏家行廣
- 氏家行繼